# Eric Alejandro
Eric Javier Alejandro (Burlington, 15 aprile 1986) è un ostacolista portoricano, specializzato nei 400 metri ostacoli.

## Biografia
Nato nel New Jersey, Alejandro ha fatto parte del team universitario della Eastern Michigan University con cui ha preso parte ai campionati NCAA a partire dal 2005. Solo al termine dell'università ha preso parte al team di Porto Rico, terra natale della famiglia, con il quale ha esordito internazionalmente nel 2011. Nel 2012, dopo aver vinto la medaglia d'oro nei 400 metri ostacoli ai Campionati ibero-americani in Venezuela, Alejandro ha preso parte ai Giochi olimpici di Londra 2012, fermandosi in semifinale.
Negli anni che hanno separato Alejandro dalla partecipazione alla semifinale olimpica di Rio de Janeiro 2016, ha preso parte a due edizioni consecutive dei Mondiali e vinto una medaglia d'argento ai Giochi centramericani e caraibici in Messico.

## Palmarès
| Anno | Manifestazione             | Sede           | Evento   | Risultato  | Prestazione | Note                                     |
| ---- | -------------------------- | -------------- | -------- | ---------- | ----------- | ---------------------------------------- |
| 2011 | Campionati CAC             | Mayagüez       | 4×400 m  | 7º         | 3'05"76     |                                          |
| 2011 | Giochi panamericani        | Guadalajara    | 400 m hs | Batteria   | 51"28       |                                          |
| 2012 | Campionati ibero-americani | Barquisimeto   | 400 m hs | Oro        | 49"36       |                                          |
| 2012 | Giochi olimpici            | Londra         | 400 m hs | Semifinale | 49"15       |                                          |
| 2013 | Campionati CAC             | Morelia        | 400 m hs | 5º         | 50"62       |                                          |
| 2013 | Campionati CAC             | Morelia        | 4×400 m  | 8º         | 3'12"15     |                                          |
| 2013 | Mondiali                   | Mosca          | 400 m hs | Semifinale | 49"44       | Miglior prestazione personale stagionale |
| 2014 | Campionati ibero-americani | San Paolo      | 400 m hs | Argento    | 49"07       |                                          |
| 2014 | Giochi CAC                 | Veracruz       | 400 m hs | Argento    | 50"05       |                                          |
| 2015 | Giochi panamericani        | Toronto        | 400 m hs | Batteria   | 51"32       |                                          |
| 2015 | Mondiali                   | Pechino        | 400 m hs | Batteria   | 49"94       |                                          |
| 2016 | Campionati ibero-americani | Rio de Janeiro | 400 m hs | 7º         | 49"94       |                                          |
| 2016 | Campionati OECS            | Road Town      | 400 m hs | Oro        | 49"16       |                                          |
| 2016 | Giochi olimpici            | Rio de Janeiro | 400 m hs | Semifinale | 49"95       |                                          |